# Lukáš Hurník
Lukáš Hurník (* 12. Juli 1967 in Prag) ist ein tschechischer Komponist.

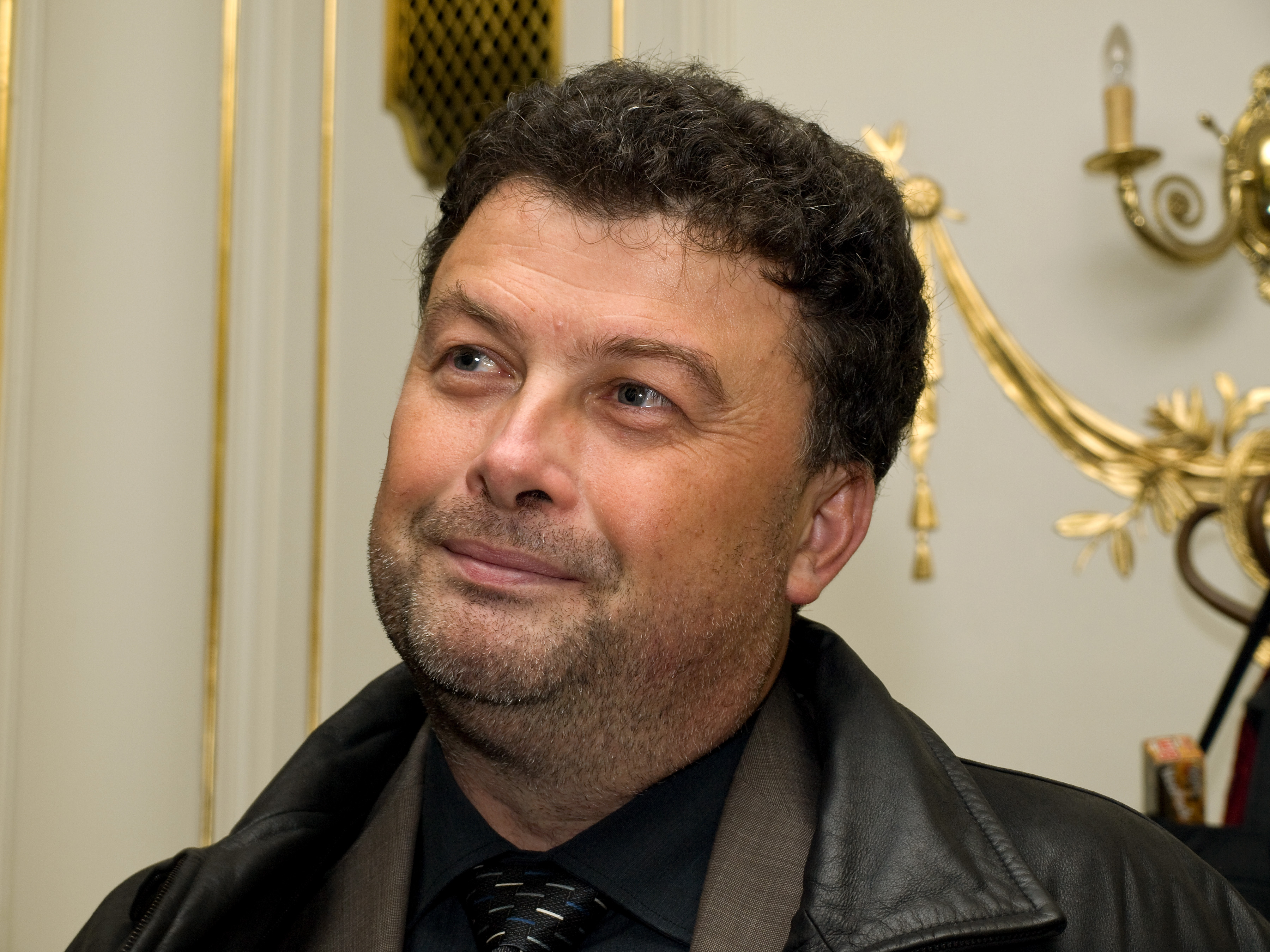
Lukáš Hurník (2010)

## Leben
Hurník erhielt Kompositionsunterricht bei seinem Vater Ilja Hurník. Er studierte Musik an der Karls-Universität Prag und arbeitete dann beim Kulturkanal des Tschechischen Rundfunks Český rozhlas 3 – Vltava als Programmdirektor für musikalische Bildungsprogramme. 2006 wurde er Präsident des Tschechischen Musikrates.
Seine ersten Erfahrungen als Musiker sammelte er als Bassist der Rockgruppe Biwoy des Schlagzeugers Claudius Kryšpín. Diese setzte er später in der Hot Suite für Klavier zu vier Händen um, mit der er beim Wettbewerb der International Piano Duo Association Tokio 1990 den ersten Preis gewann. Weiterhin komponierte er kirchenmusikalische Werke (darunter ein Magnificat), Orchesterstücke (u. a. Variationen über ein Thema von Frank Zappa) und Kammermusik. 2007 wurde er von der Masaryk-Akademie mit der Cena Rudolfa II. (Rudolf-II.-Preis) ausgezeichnet.

## Werke
- Hot suite für Klavier zu vier Händen
- Toccata für Klavier
- Three Sentences für Violine und Klavier
- Fusion Music für Oboe, Klarinette, Fagott und Klavier
- Upside-down Variations on Mozart’s theme für Streichquartett
- Pas de deux für Streichquartett
- Toccata for percussions
- Sonatina for soprano instrument and piano
- Dumka für Oboe, Klarinette, Fagott und Klavier
- Depository für Harfe
- Ninna nanna, Sonate für Flöte und Klavier
- Shimmy für zwei Cembalos
- Trio Sonata Homage to J.D.Zelenka für Flöte, Violine, Cembalo und Cello
- Small Prelude and Even Smaller Fugue für drei Bassetthörner
- Kafka’s Meditation für Bariton, Cello und Klavier
- Magnificat für gemischten Chor und Orgel
- God Is Calling für gemischten Chor und Orgel
- Tea-Cantata für gemischten Chor, zwei Violinen, Cello, Orgel oder Harfen
- St. Adalbert Cantata für Sopran, gemischten Chor, Orgel, Harfen und Glocken
- Quis credidit? für Bariton, Kinderchor und Orgel
- Pasticcio für gemischten Chor und Orgel
- Three Madrigals für drei Frauenstimmen
- Stories für gemischten Chor
- Time’s Scyth, drei Melodramen für Tonband, Flöte, Violine, Cello und Klavier
- Dances of the Dead für Tonband, Flöte, Cembalo und Cello
- Three Czech Carols für gemischten Chor, zwei Violinen und Orgel
- Bethlehem’s Music – tschechische Weihnachtslieder für Sopran, zwei Violinen und Cello
- Serenade for Strings – Constellations
- Variations on Frank Zappa´s theme für zwei Saxophone und Kammerorchester
- Globus Sinfonie für Perkussion und Sinfonieorchester
- Girl and Machine. Symphony für Soloflöte und Kammerorchester
- Girl and Machine – Overture for orchestra
- Variations on the Chopin’s theme für Kammerorchester und Harfe